# Saison 4 de Scrubs
Chronologie
Saison 3 Saison 5
Cet article présente le guide des épisodes de la quatrième saison de la série télévisée Scrubs.

## Distribution

### Acteurs principaux
- Zach Braff (VF : Alexis Tomassian) : Dr John Michael « JD » Dorian
- Sarah Chalke (VF : Véronique Desmadryl) : Dr Elliot Reid
- Donald Faison (VF : Lucien Jean-Baptiste) : Dr Christopher « Turk » Duncan Turk
- John C. McGinley (VF : Hervé Jolly) : Dr Perceval « Perry » Ulysse Cox
- Ken Jenkins (VF : Richard Leblond) : Dr Robert « Bob » Kelso
- Judy Reyes (VF : Julie Turin) : Infirmière Carla Espinosa
- Neil Flynn (VF : Pascal Massix) : L'homme de ménage ou le Concierge (The Janitor en VO)

### Acteurs secondaires
- Aloma Wright (VF : Catherine Artigala) : Infirmière Laverne Roberts
- Robert Maschio (VF : Pascal Germain) : Dr Todd Quinlan
- Sam Lloyd (VF : Denis Boileau) : Ted Buckland
- Christa Miller-Lawrence (VF : Brigitte Aubry) : Jordan Sullivan
- Johnny Kastl (VF : Emmanuel Beckermann) : Dr Doug Murphy
- Robert Clendenin (en) (VF : Éric Marchal) : Dr Bob Zeltzer
- Philip McNiven (VF : Yves-Henry Salerne) : Roy
- Randall Winston (en) : Leonard
- Martin Klebba : Randall Winston
- Michael Hobert (en) : Lonnie
- Travis Schuldt (VF : Yann Guillemot) : Keith Dudemeister
- Rick Schroder (VF : Alexandre Gillet) : Infirmier Paul Flowers
- Bellamy Young (VF : Claire Guyot) : Dr Grace Miller
- Nicole Sullivan (VF : Barbara Delsol) : Jill Tracy
- Heather Graham (VF : Marie-Laure Dougnac) : Dr Molly Clock (9 épisodes)
- Marley Henry : Titulaire Ronald, dit Snoop Dogg
- Bob Bencomo : Coleman Slawski, dit Docteur Colonel
- Frank Cameron (VF : Matthieu Albertini) : Dr Walter Mickhead
- Geoff Stevenson : Dr Beardface (nom original, traduit par Dr Barbeblanche, Barberousse, Barbepoilue selon les épisodes
- Cody Estes (en) : J.D. jeune
- Andrew Miller : Jack Cox
- Phill Lewis (VF : Thierry Desroses) : Hooch

### Invités
- Tom Cavanagh (VF : Lionel Tua) : Daniel « Dan » Dorian, grand frère de JD[1] (épisodes 6 et 7)
- Richard Kind (VF : Gérard Surugue) : Harvey Corman, patient hypocondriaque (épisodes 9 et 10)
- Julianna Margulies : Neena Broderick, avocate spécialisée en médecine[1] (épisodes 9 et 10)
- Masi Oka : Franklyn, assistant du laboratoire (épisode 11)
- Matthew Perry (VF : Emmanuel Curtil) : Murray Marks, fils d'un patient[2] (épisode 11)
- Colin Farrell (VF : Boris Rehlinger) : Billy Callahan, un Irlandais qui accompagne un patient[3] (épisode 14)
- Tara Reid (VF : Charlotte Marin) : Danni Sullivan, sœur de Jordan (épisode 16)
- Michael Boatman (VF : Olivier Destrez) : Ron, un ami du Dr Cox (épisode 18)

#### Caméos
Chuck Woolery, The Sugarhill Gang, Common, Colin Farrell, Ed McMahon

## Résumé de la saison
JD n'est désormais plus interne. Mais il est contraint de partager le poste de chef des internes avec Elliot dont il vient de briser le cœur (épisode 2). Les deux médecins redeviennent finalement amis (épisode 3). Elliot rencontre ensuite un certain Jack (épisode 23). Quant à JD, après avoir appris la mort de son père (épisode 6), il couche avec Molly Clock, une psychiatre (épisode 8) puis avec Nina Brodrick, une avocate qui fait un procès à Turk (épisode 10). Il sort ensuite avec Keily, une serveuse (épisodes 16-19).
Turk et Carla connaissent une période difficile dans leur couple (épisodes 19-23). Les choses ne s'arrangent pas quand JD et Carla s'embrassent (épisode 21).
Dans le dernier épisode, alors qu'Elliot quitte l'hôpital et que Turk et Carla décident d'avoir un enfant, JD déménage.

## Épisodes

### Épisode 1:L'Ami de mon ami
- États-Unis : 31 août 2004 sur NBC[4]
- France : 23 juillet 2005 sur TPS Star

- Heather Graham (Dr Molly Clock)
- Christa Miller Lawrence (Jordan Sullivan)
- Cynthia Frost (Mme Grodberg)
- Jordi Callabero (Massimo)
- Hariet S. Miller (Vieille dame)
- Michael Alaimo (M. Radford)
- Sugarhill Gang (lui-même)
- Bart Sumner (M. Blass)
- Marshall Manesh (Akbar)
- Jacob Christopher (Joel)
- Mike Schwartz (Patient)
- Michael Belcher (Garçon)

### Épisode 2:Mes conflits
- États-Unis : 7 septembre 2004 sur NBC
- France : 23 juillet 2005 sur TPS Star

- Heather Graham (Dr Molly Clock)
- Aloma Wright (Infirmière Laverne Roberts)
- Robert Clendenin (Dr Zeltzer)
- Johnny Kastl (Doug)
- Robert Maschio (Todd)
- John Brady (M. Silka)
- Frank Encarnacao (Dr Mickhead)
- Andrew Herman (M. Roman)
- Chuck Lacey (Dr au rat)
- Herman Poppe (M. Porter)
- Jennie Ventriss (Pat)
- Larkin Campbell (Type)
- Oleg Zatsepin (Déménageur)

### Épisode 3:Mon nouveau jeu
- États-Unis : 14 septembre 2004 sur NBC
- France : 23 juillet 2005 sur TPS Star

- Heather Graham (Dr Molly Clock)
- Christa Miller Lawrence (Jordan Sullivan)
- Sam Lloyd (Ted)
- Robert Maschio (Todd)
- Michael Hobert (Lonnie)
- Jody Carver (Mme Covello)
- Brogan Roche (Dr Lemmon)
- Irene White (Janice)
- Garrett Donovan (Député Donovan)
- Bronwen Booth (Mme Myers)
- Martin Klebba (Randall)
- Steven Montfort (Joueur)
- Michael Cotter (Patient)

### Épisode 4:Mon premier meurtre
- États-Unis : 21 septembre 2004 sur NBC
- France : 30 juillet 2005 sur TPS Star

- Heather Graham (Dr Molly Clock)
- Cary Brothers (lui-même)
- Aloma Wright (Infirmière Laverne Roberts)
- Johnny Kastl (Doug)
- Sam Lloyd (Ted)
- Robert Maschio (Todd)
- Tim Conlon (Dean)
- Kathryn Joosten (Mme Tanner)
- Jack Shearer (M. Simon)
- Jill Tracy (Elaine)
- Carol Herman (Mme Carter)
- Kevin Lowe (M. Daniels)
- Connor Patterson (Sammy)
- Ted Rogers (M. Bursky)
- Joseph Limbaugh (Homme)

### Épisode 5:Son histoire à elle
- États-Unis : 28 septembre 2004 sur NBC
- France : 30 juillet 2005 sur TPS Star

- Heather Graham (Dr Molly Clock)
- Robert Maschio (Todd)
- Jason-Shane Scott (Mike)
- Marshall Manesh (Dr Akbar)
- Wendy Schenker (Mme Maccalla)
- Michael Hobert (Lonnie)
- Common (Eux-mêmes)

### Épisode 6:Mon gâteau
- États-Unis : 12 octobre 2004 sur NBC
- France : 6 août 2005 sur TPS Star

- Thomas Cavanagh (Daniel « Dan » Dorian)
- Heather Graham (Dr Molly Clock)
- Sam Lloyd (Ted Buckland)
- Ming T. Lo (Dr King)
- Chuck Woolery (lui-même)
- Femi Emiola (Jeune femme)
- Ross Mackenzie (Patiente)

### Épisode 7:Mon ennemi commun
- États-Unis : 19 octobre 2004 sur NBC
- France : 6 août 2005 sur TPS Star

- Heather Graham (Dr Molly Clock)
- Thomas Cavanagh (Daniel « Dan » Dorian)
- Sam Lloyd (Ted)
- Gabrielle Allan (Glenda)
- Tiffany Cade (Mary)
- Debbie Heimowitz (Infirmière)
- Jeff Witzke (Père)
- Yosemite Stokesberry (Ange de l'Enfer)
- Mercy Malick (Contorsionniste)

### Épisode 8:Ma dernière chance
- États-Unis : 26 octobre 2004 sur NBC
- France : 13 août 2005 sur TPS Star

- Heather Graham (Dr Molly Clock)
- Molly Shannon (Denise Lemmon)
- Christa Miller Lawrence (Jordan Sullivan)
- Robert Maschio (Todd)
- Johnny Kastl (Doug)
- Terrence Beasor (1er Homme)
- Al Checco (2e Homme)
- Cullen Douglas (Homme du Temps)
- Jay Malack (Shinski)
- William Bassett (Patient)
- Amy Ferguson (Fille du Bar)
- Andrew Friedman (rôle inconnu)

### Épisode 9:Ma délicate décision
- États-Unis : 9 novembre 2004 sur NBC
- France : 13 août 2005 sur TPS Star

- Richard Kind (Harvey Corman)
- Julianna Margulies (Neena Broderick)
- Christa Miller Lawrence (Jordan Sullivan)
- Sam Lloyd (Ted)
- Johnny Kastl (Doug)
- Biff Yeager (en) (Dr Walch)
- Dayo Ade (M. Hovey)
- Tacey Adams (Femme)
- Amy Rilling (Infirmière)
- Mike Schwartz (Livreur)

### Épisode 10:Mon problème avec les femmes
- États-Unis : 16 novembre 2004 sur NBC
- France : 20 août 2005 sur TPS Star

- Julianna Margulies (Neena Broderick)
- Richard Kind (Harvey Corman)
- Christa Miller Lawrence (Jordan Sullivan)

### Épisode 11:Ma licorne
- États-Unis : 23 novembre 2004 sur NBC
- France : 20 août 2005 sur TPS Star

- Masi Oka (Franklyn)
- Matthew Perry (Murray Marks)
- John Bennett Perry (Gregory Marks)
- Christa Miller Lawrence (Jordan Sullivan)
- Brian Kaiser (Emcee)
- Barry Cutler (Brett)
- Bayard Crawley (Dave)

### Épisode 12:Mon meilleur souvenir
- États-Unis : 7 décembre 2004 sur NBC
- France : 27 août 2005 sur TPS Star

- Charles Chun (Dr Wen)
- Colin Bain (Interne Steve)
- Matthew Kaminsky (M. Milligan)
- Mike Weinberg (Tyler)
- Wells Rosales (Étudiant)

J.D. est désigné pour assurer une formation à des étudiants en médecine, mais préfère parler de ses meilleurs souvenirs de médecin. Il répand l'idée parmi le personnel, qui commence à se souvenir eux aussi de leurs meilleurs moments. Toute l'équipe se retrouve à devoir soigner un homme sans assurance, accompagné de son fils de 10 ans. J.D. cherche à tout prix à le sauver après leur avoir promis de pouvoir passer Noël ensemble. Elliot se retrouve chargée de s'occuper du garçon de dix ans, alors qu'elle a peur des enfants. Le Dr Cox cherche encore à tenir J.D. par la main en suivant tout ce qu'il fait, mais doit se mettre à l'idée qu'il est un bon médecin capable de se débrouiller seul. Carla tient à ce que les médecins suivent ses conseils, ce qui semble peine perdue. Turk est confronté à l'idée que ses opérations peuvent être suivies par les familles, ce qui le déroute. Le Dr Kelso tient à ce que l'homme soit transféré une fois stabilisé (car il lui manquait une assurance), mais se lie d'amitié avec le garçon de 10 ans et finit par faire jouer ses relations pour ne pas avoir à faire payer le malade.
Au fil de l'épisode, chacun se rappelle ses meilleurs souvenirs de médecins.
- J.D. se rappelle avoir fait accoucher une femme devant l’hôpital, et avoir couché avec sa mère (donc la grand-mère du nouveau-né) juste après.
- Turk se rappelle avoir obtenu le temps record en appendicectomie
- Elliot se rappelle avoir soigné un patient qui s'occupait d'un élevage de poney, et d'être arrivée à l’hôpital à dos de poney.
- Cox se rappelle avoir sauvé un homme d'un étouffement, et d'avoir marqué un panier avec le Chewing-Gum qui lui sortait de la gorge
- Kelso se rappelle avoir été aux Bahamas avec deux jeunes femmes et d'avoir refusé de soigner un homme qui s'était écroulé.
- Carla se rappelle que, pour la première fois de sa vie, un médecin a écouté un conseil et l'a remercié
- Todd se rappelle avoir « High Five » un homme décédé sur la table d’opération, ce qui le réanima.

### Épisode 13:Mon infarctus
- États-Unis : 18 janvier 2005 sur NBC
- France : 27 août 2005 sur TPS Star

- Paige Peterson (Infirmière en chirurgie)
- Michael Hobert (Lonnie)
- Philip Mcniven (Roy)
- Paul F. Perry (Randall)
- Joe Rose (Troy)
- Monica Allgeier (Infirmière Tisdale)
- Natalie Farrey (Daisy)

### Épisode 14:Mon porte bonheur
- États-Unis : 25 janvier 2005 sur NBC
- France : 3 septembre 2005 sur TPS Star

- Colin Farrell (Billy Callahan)
- Christa Miller Lawrence (Jordan Sullivan)
- Michael Bunin (Jerry)

### Épisode 15:Mon serment d'hippocritique
- États-Unis : 1er février 2005 sur NBC
- France : 3 septembre 2005 sur TPS Star

- Chrystee Pharris-Larkins (Kylie)
- Monica Allgeier (Infirmière Tisdale)
- Marc D. Wilson (James)
- Takayo Fischer (Mme Cheng)

### Épisode 16:Ma quarantaine
- États-Unis : 8 février 2005 sur NBC
- France : 10 septembre 2005 sur TPS Star

- Tara Reid (Danni Sullivan)
- Chrystee Pharris-Larkins (Kylie)
- Monica Allgeier (Infirmière Tisdale)
- Michael Hobert (Lonnie)

### Épisode 17:Ma vie devant les caméras
- États-Unis : 15 février 2005 sur NBC
- France : 10 septembre 2005 sur TPS Star

- Ken Lerner (M. James)
- Christa Miller Lawrence (Jordan Sullivan)
- Chrystee Pharris-Larkins (Kylie)
- Clay Aiken (Kenny)

### Épisode 18:Mes colocataires
- États-Unis : 22 février 2005 sur NBC
- France : 17 septembre 2005 sur TPS Star

- Michael Boatman (Ron)
- Christa Miller Lawrence (Jordan Sullivan)
- Chrystee Pharris-larkins (Kylie)
- Michael Hobert (Lonnie)

### Épisode 19:Mes plans pour faire l'amour
- États-Unis : 1er mars 2005 sur NBC
- France : 17 septembre 2005 sur TPS Star

- Heather Graham (Dr Molly Clock)
- Chrystee Pharris-larkins (Kylie)
- Martin Klebba (Randall Winston)

### Épisode 20:Mon patron veut se faire coiffer à l'œil
- États-Unis : 29 mars 2005 sur NBC
- France : 24 septembre 2005 sur TPS Star

- Phill Lewis (Hooch)
- Robert Beckwith (Dr Johnson)
- Meredith Lieber (Kathy)
- Lindsay Hollister (Nell Goldman)
- Tim Halderman (M. Warner)

### Épisode 21:Bouche cousue
Pour les articles homonymes, voir Bouche cousue (homonymie).
- États-Unis : 5 avril 2005 sur NBC
- France : 24 septembre 2005 sur TPS Star

- Phill Lewis (Hooch)
- Chris Hogan (M. Gerst)
- Christa Miller Lawrence (Jordan Sullivan)
- Jeff Chase (Warlord)
- Michael Cotter (Michael)

### Épisode 22:Mon dérapage
- États-Unis : 12 avril 2005 sur NBC
- France : 1er octobre 2005 sur TPS Star

- Sarah Ramos (Lindsay)
- Michael Copon (Pedro)
- Christa Miller Lawrence (Jordan Sullivan)
- Meredith Roberts (Kathy)

### Épisode 23:Ma foi dans l'humanité
- États-Unis : 19 avril 2005 sur NBC
- France : 1er octobre 2005 sur TPS Star

- Josh Randall (Jake)
- James Michael Tyler (Thérapeute pour couples)
- Phill Lewis (Hooch)
- Jim Hanks (Turner)
- Ellen Albertini Dow (Betty)

### Épisode 24:Ma chaste copine
- États-Unis : 26 avril 2005 sur NBC
- France : 8 octobre 2005 sur TPS Star

- Josh Randall (Jake)
- Christa Miller Lawrence (Jordan Sullivan)
- Michael Hobert (Lonnie)
- Fred Stoller (M. Hoffner)

### Épisode 25:Ma nouvelle vie
- États-Unis : 10 mai 2005 sur NBC
- France : 8 octobre 2005 sur TPS Star

- Phill Lewis (Hooch)
- Josh Randall (Jake)
- Christa Miller Lawrence (Jordan Sullivan)
- Michael Hobert (Lonnie)
- Madison R. Wells (Karen)
- Amy Rilling (Infirmière Amy)
- Stuart Mclean (Dr Gold)